# 国道42号

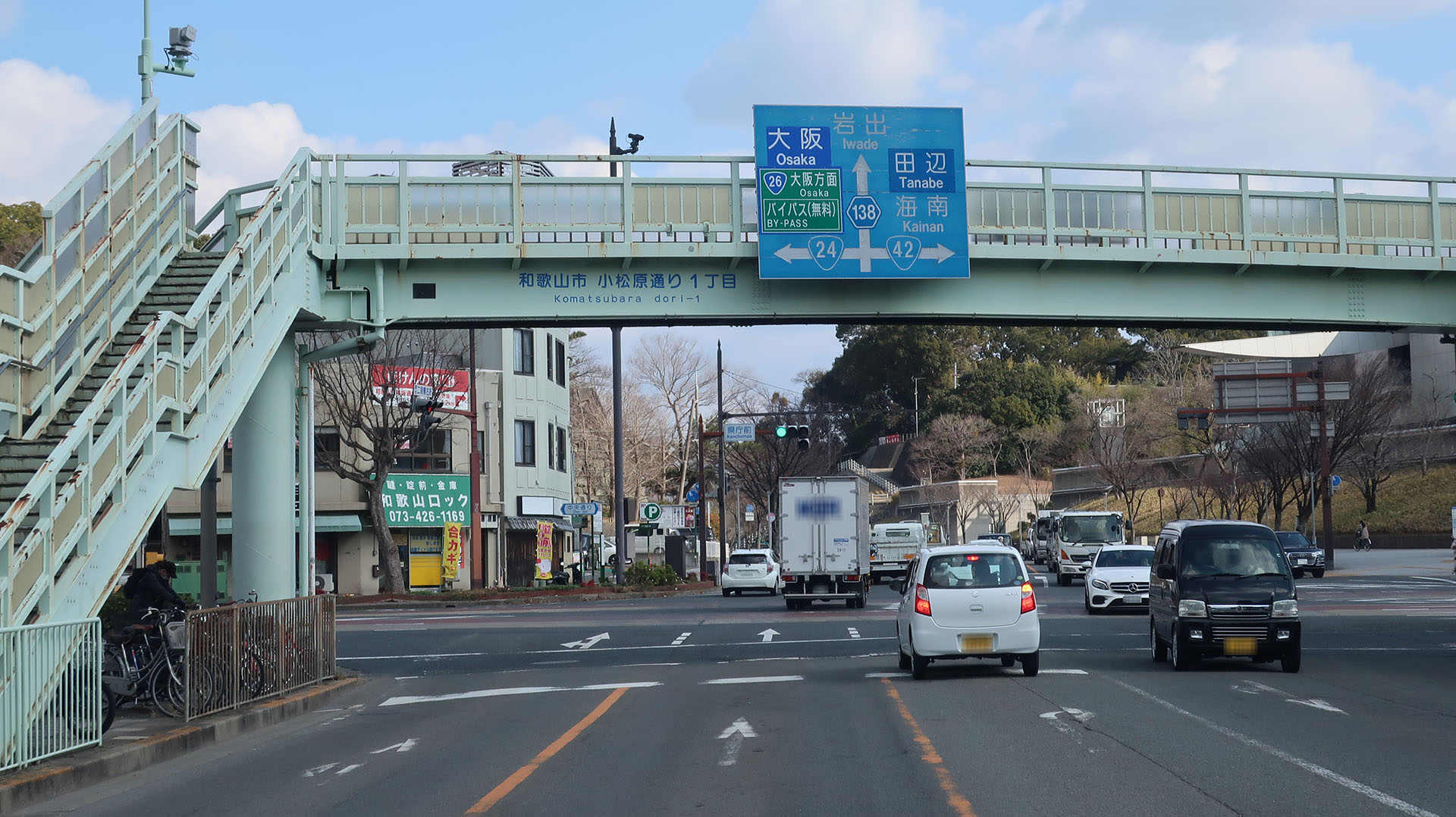
国道42号 終点
和歌山県和歌山市 県庁前交差点

国道42号（こくどう42ごう）は、静岡県浜松市中央区から紀伊半島の太平洋岸をひとまわりして、和歌山県和歌山市に至る一般国道である。

## 概要

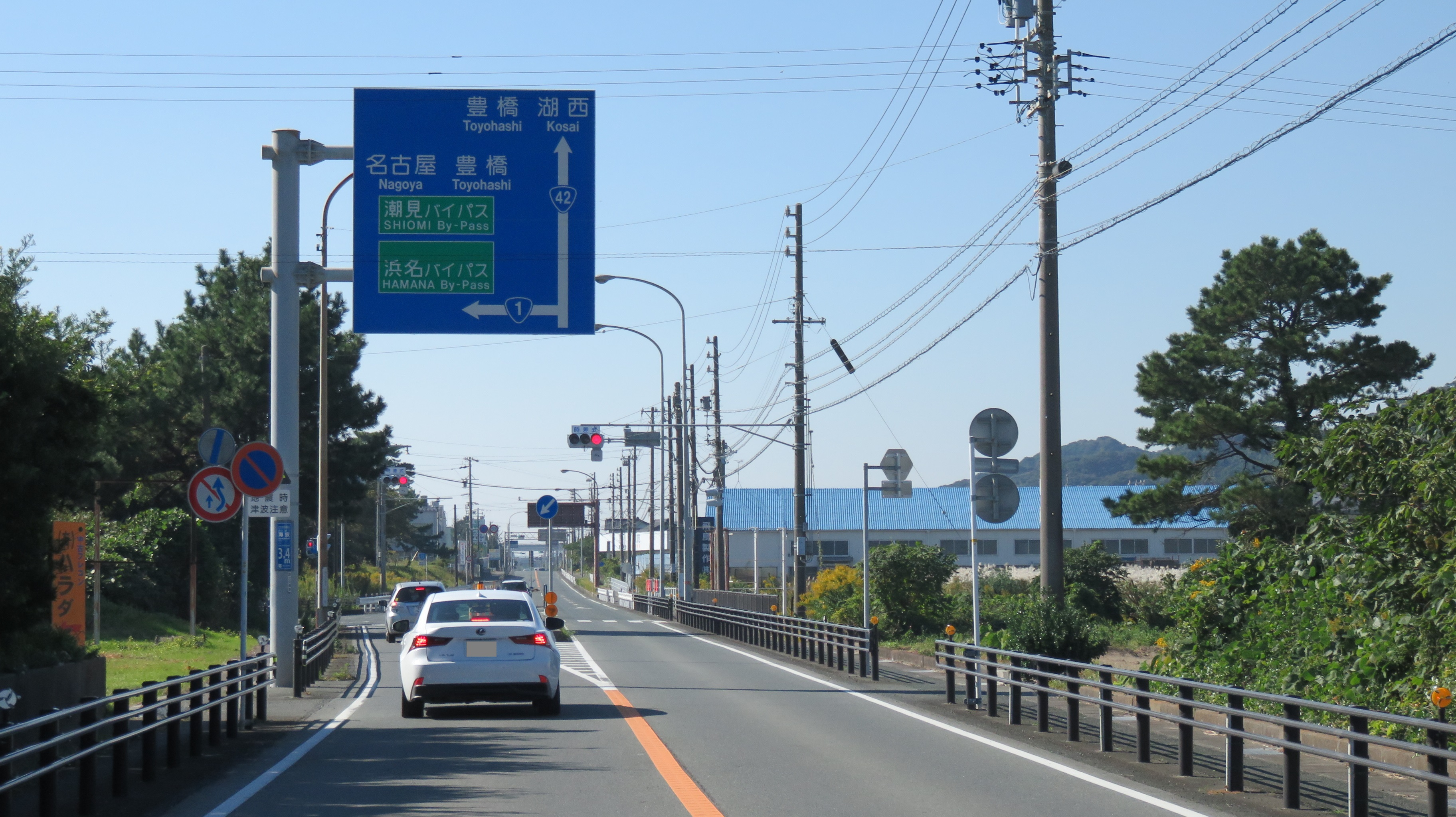
国道1号（重複区間）からの分岐
静岡県湖西市 大倉戸IC入口交差点

静岡県から愛知県の渥美半島の海岸線沿いを走っており、三重県の志摩半島から紀伊半島の海岸線に沿って潮岬を経て、和歌山市に至る一般国道の路線である。渥美半島では表浜街道、紀伊半道の海岸沿いの道は熊野街道ともよばれる。また、静岡県湖西市の国道1号潮見バイパスと並行する区間は、東海道を踏襲する。紀伊半島ではほぼJR西日本紀勢本線に併走している。実延長区間のうち、国が直轄する指定区間は紀伊半島を周回する伊勢市 - 和歌山市間が指定されており、指定区間外である湖西市 - 伊勢市間は、静岡・愛知・三重の各県が管理する。
伊勢湾をつなぐ愛知県田原市（伊良湖岬） - 三重県鳥羽市間は国道259号と重複する海上区間であり、伊勢湾フェリーが国道の航路代わりとなっている。

### 路線データ
一般国道の路線を指定する政令に基づく起終点および重要な経過地は次のとおり。
- 起点：浜松市（中央区、篠原交差点 = 国道1号上、国道257号・国道301号起点）
- 終点：和歌山市（県庁前交差点 = 国道24号・国道26号終点）
- 重要な経過地：静岡県浜名郡新居町[注釈 2]、湖西市、愛知県渥美郡赤羽根町[注釈 3]、同郡渥美町[注釈 4]、鳥羽市、伊勢市、松阪市、三重県一志郡三雲町[注釈 5]、同県多気郡勢和村[注釈 6]、同県北牟婁郡紀伊長島町[注釈 7]、尾鷲市、熊野市、新宮市、和歌山県西牟婁郡串本町、同郡上富田町、田辺市、同県日高郡南部町[注釈 8]、御坊市、有田市、海南市（名高）
- 総延長 : 537.1 km（静岡県 11.2 km、浜松市 6.8 km、愛知県 46.4 km、三重県 226.2 km、和歌山県 246.6 km）重用延長、海上区間を含む。[3][注釈 9]
- 重用延長 : 33.4 km（静岡県 5.7 km、浜松市 6.8 km、愛知県 - km、三重県 20.9 km、和歌山県 - km）[3][注釈 9]
- 未供用延長 : 19.8 km（静岡県 - km、浜松市 - km、愛知県 - km、三重県 19.8 km、和歌山県 - km）[3][注釈 9]
  - 未供用延長のうち海上区間 : 19.6 km（静岡県 - km、浜松市 - km、愛知県 - km、三重県 19.6 km、和歌山県 - km）[3][注釈 9]
- 実延長 : 484.0 km（静岡県 5.5 km、浜松市 - km、愛知県 46.4 km、三重県 185.5 km、和歌山県 246.6 km）[3][注釈 9]
  - 現道 : 429.9 km（静岡県 5.5 km、浜松市 - km、愛知県 46.4 km、三重県 146.9 km、和歌山県 231.2 km）[3][注釈 9]
  - 旧道 : 31.5 km（静岡県 - km、浜松市 - km、愛知県 - km、三重県 35.8 km、和歌山県 0.4 km）[3][注釈 9]
  - 新道 : 22.5 km（静岡県 - km、浜松市 - km、愛知県 - km、三重県 7.4 km、和歌山県 15.1 km）[3][注釈 9]
- 指定区間：浜松市中央区篠原町字札木前20798番1 - 湖西市新居町浜名字西千木1890番5（篠原交差点（起点） - 大倉戸IC入口交差点）、伊勢市通町字真菰原82番2 - 和歌山市小松原通一丁目2番（通町IC交差点 - 県庁前交差点（終点））[4]
- 海上区間：愛知県田原市伊良湖町（道の駅伊良湖クリスタルポルト前） - 三重県鳥羽市鳥羽（伊勢湾フェリーターミナル前）（伊勢湾フェリー利用）

## 歴史
国道42号の前身は、大阪と熊野（ならびに熊野と伊勢）とを結ぶ熊野街道である。1945年（昭和20年）1月、国道41号「東京都より和歌山県庁所在地に達する路線（丙）」（松阪まで国道1号（現1号、23号）と重複）に指定された。なお、甲は15号（現24号）、乙は16号（現26号）である。

### 年表
- 1953年（昭和28年）5月18日 - 新道路法に基づく路線指定で、旧41号は二級国道170号和歌山松阪線（和歌山県和歌山市 - 三重県松阪市）として指定された。
- 1958年（昭和33年）9月30日 - 三重県松阪市 - 津市を編入して一級国道に昇格し、一級国道42号（和歌山県和歌山市 - 三重県津市）となった。170号は一時欠番になった。
- 1965年（昭和40年）4月1日 - 道路法改正により一級・二級の区別がなくなり、一般国道42号となった。
- 1993年（平成5年）4月1日 - 三重県松阪市 - 津市を削り、新たに静岡県浜松市 - 三重県松阪市（旧静岡県道・愛知県道2号および国道259号、国道167号、国道23号）を編入して静岡県浜松市 - 三重県鳥羽市 - 三重県松阪市 - 和歌山県和歌山市となった。これは、渥美半島から紀伊半島を横断して、四国・九州へ至る太平洋新国土軸構想の一環として、東海道と南海道（南紀、四国）を結ぶ道路を作るという計画によるものである。この計画では、伊良湖岬 - 鳥羽間の伊勢湾口に約25 kmの橋梁を架橋することとなっている。
- 1994年（平成6年）12月には地域高規格道路の候補路線（三遠伊勢連絡道路、通称：伊勢湾口道路）に指定され、1996年（平成8年）1月より現地調査が開始されている。

### 旧道
- 海南湯浅道路（現：阪和自動車道 海南IC - 有田IC）

有近畿自動車道紀勢線に並行する一般国道自動車専用道路として計画された国道42号の有料バイパス道路で、1984年（昭和59年）に海南IC - 吉備IC（現：有田IC）間が開通。2005年（平成17年）に高速自動車国道に格上げされて、阪和自動車道に編入された。
- 矢ノ川峠

三重県尾鷲市から熊野市にかけてあった旧道で、かつての国道42号最大の交通難所で知られる。1968年（昭和43年）に峠の南側に長大なトンネルが開通するまでのあいだ、標高807 m、上り下りに要する道路延長は17 km、多数の素掘りトンネルや、急勾配で屈曲が激しい未舗装の道路が現役の国道であった。矢ノ川峠越えの旧道は、現在は市道となって残されているが、土砂崩れによる事実上の廃道区間もある。

## 路線状況

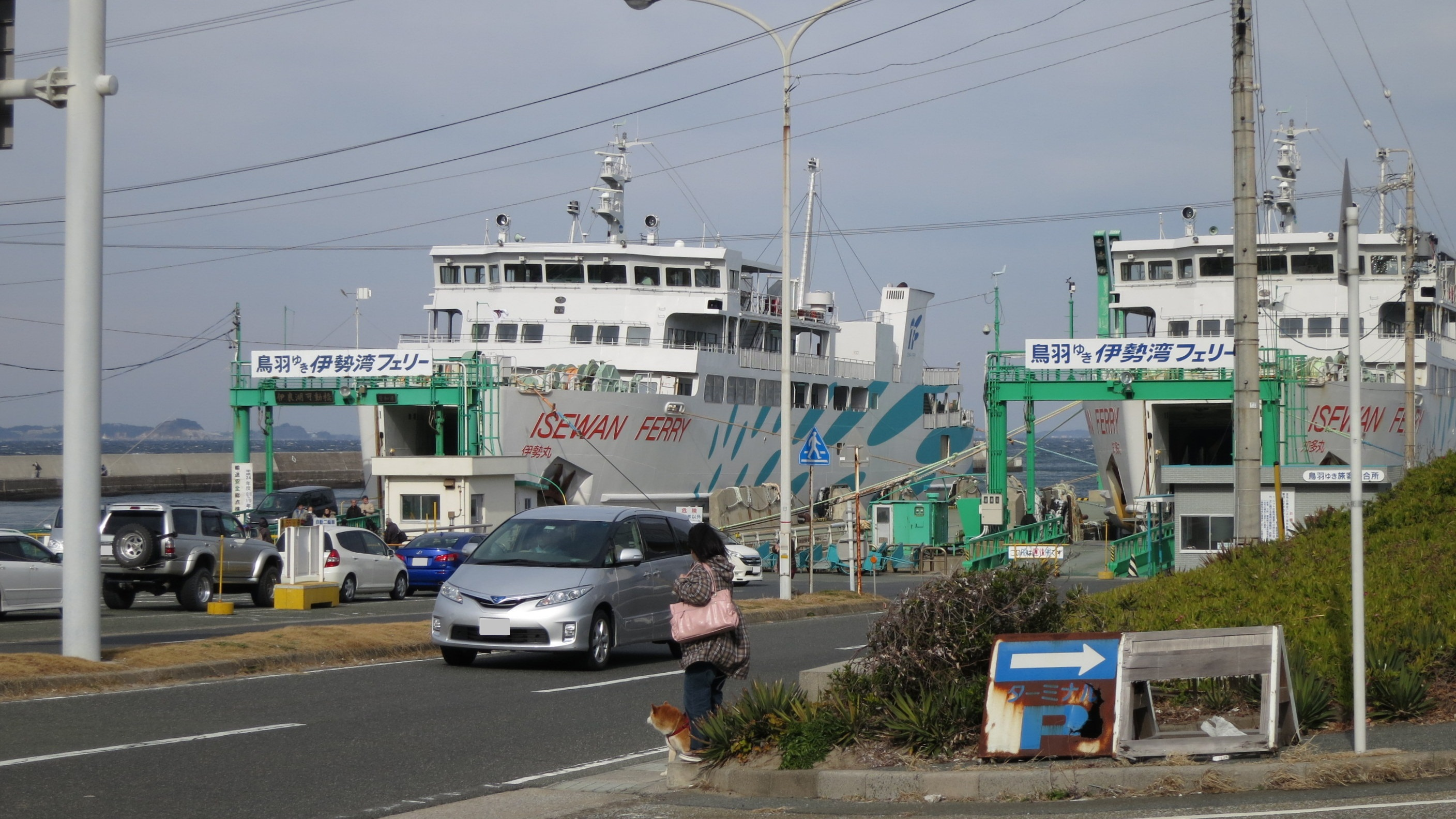
伊良湖 - 鳥羽間
国道航路代わりの伊勢湾フェリー

伊勢湾口となっている伊良湖水道は、愛知県田原市の渥美半島突端から三重県鳥羽市の志摩半島まで航路（伊良湖港 - 鳥羽港）によって結ばれ、伊勢湾フェリーが就航している。将来架橋による海上区間解消を図るとする三遠伊勢連絡道路（通称：伊勢湾口道路）の計画を受けて、1993年の政令改正によって延長指定された区間は、国道259号との重複海上区間でもある。
国道42号と鉄道の交差は全部で4か所あり、そのうち3ケ所が立体交差しており、踏切は三重県南牟婁郡紀宝町鵜殿の北越紀州製紙の工場への引込み線のものが唯一である。

### 別名
- 二見道（三重県松阪市、HI、伊勢市、鳥羽市）
- 熊野街道（三重県松阪市、多気町、大紀町、紀北町、尾鷲市、熊野市、御浜町、紀宝町）
- 伊勢街道（愛知県豊橋市、田原市、静岡県浜松市）
- 表浜街道（愛知県豊橋市、田原市、静岡県浜松市）

### バイパス

#### 高規格幹線道路等
- 近畿自動車道紀勢線に並行する一般国道自動車専用道路（A'路線）
  - 熊野尾鷲道路（無料）
  - 熊野道路（無料）：2014年度より事業化
  - 新宮紀宝道路（無料）：2013年度より事業化
  - 那智勝浦新宮道路（無料）
  - 串本太地道路（無料）：2018年度より事業化
  - すさみ串本道路（無料）：2014年度より事業化
  - 湯浅御坊道路（有料）
- 地域高規格道路
  - 豊橋浜松道路（浜名バイパス）（無料）
- 地域高規格道路候補路線
  - 三遠伊勢連絡道路（伊勢湾口道路）：計画中

#### 一般道路

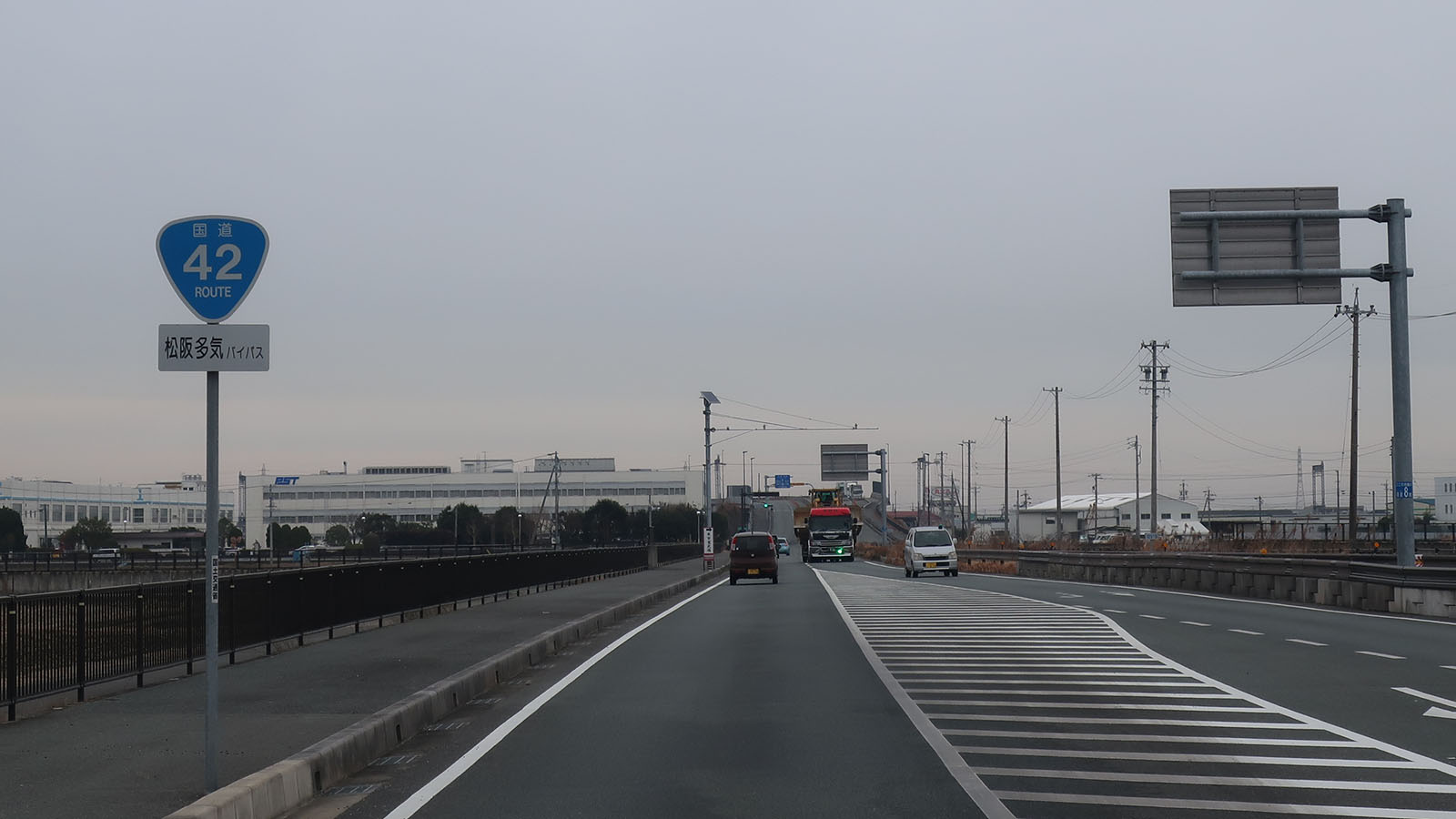
松阪多気バイパス
三重県松阪市上川町

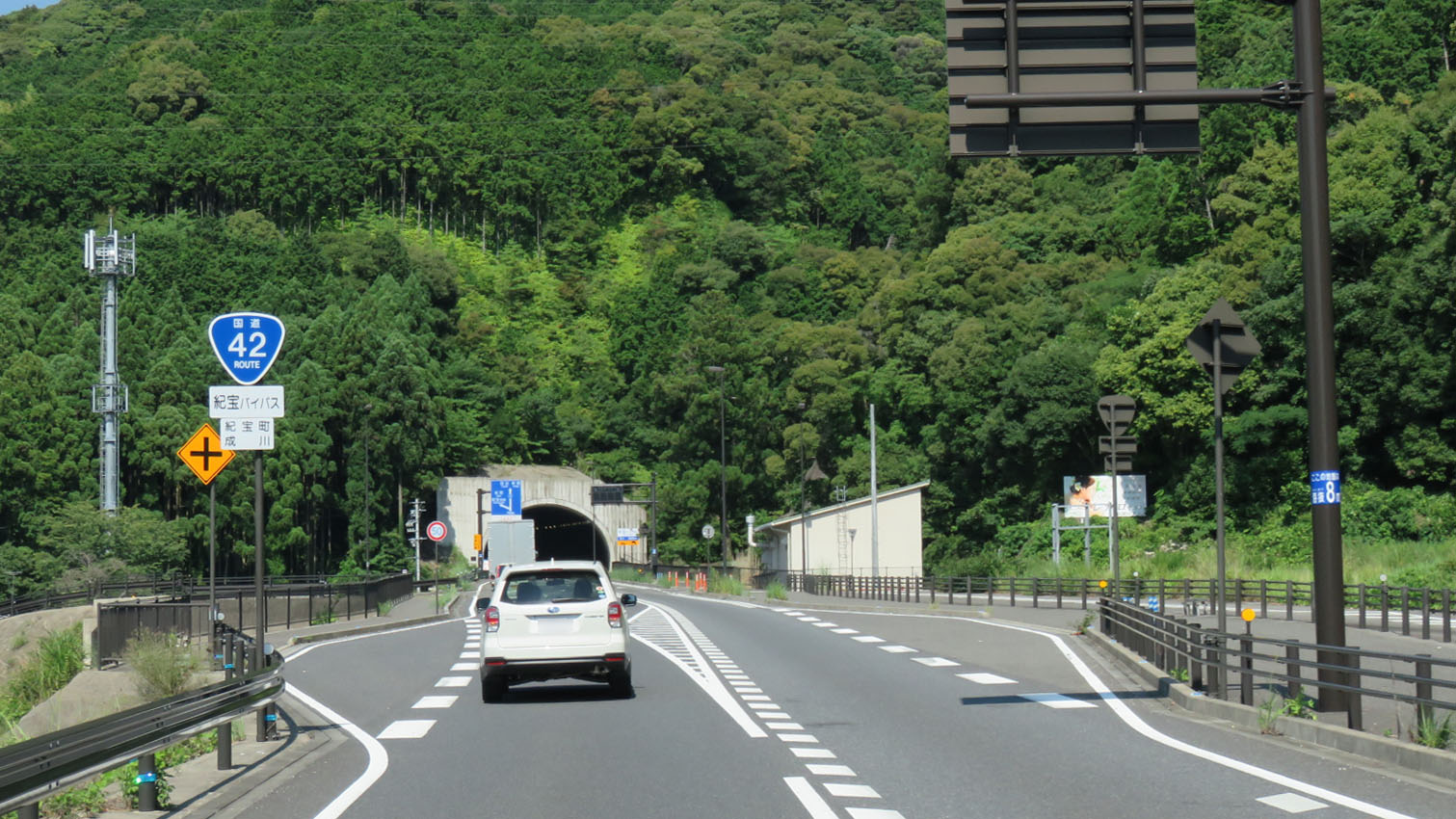
紀宝バイパス
三重県南牟婁郡紀宝町成川

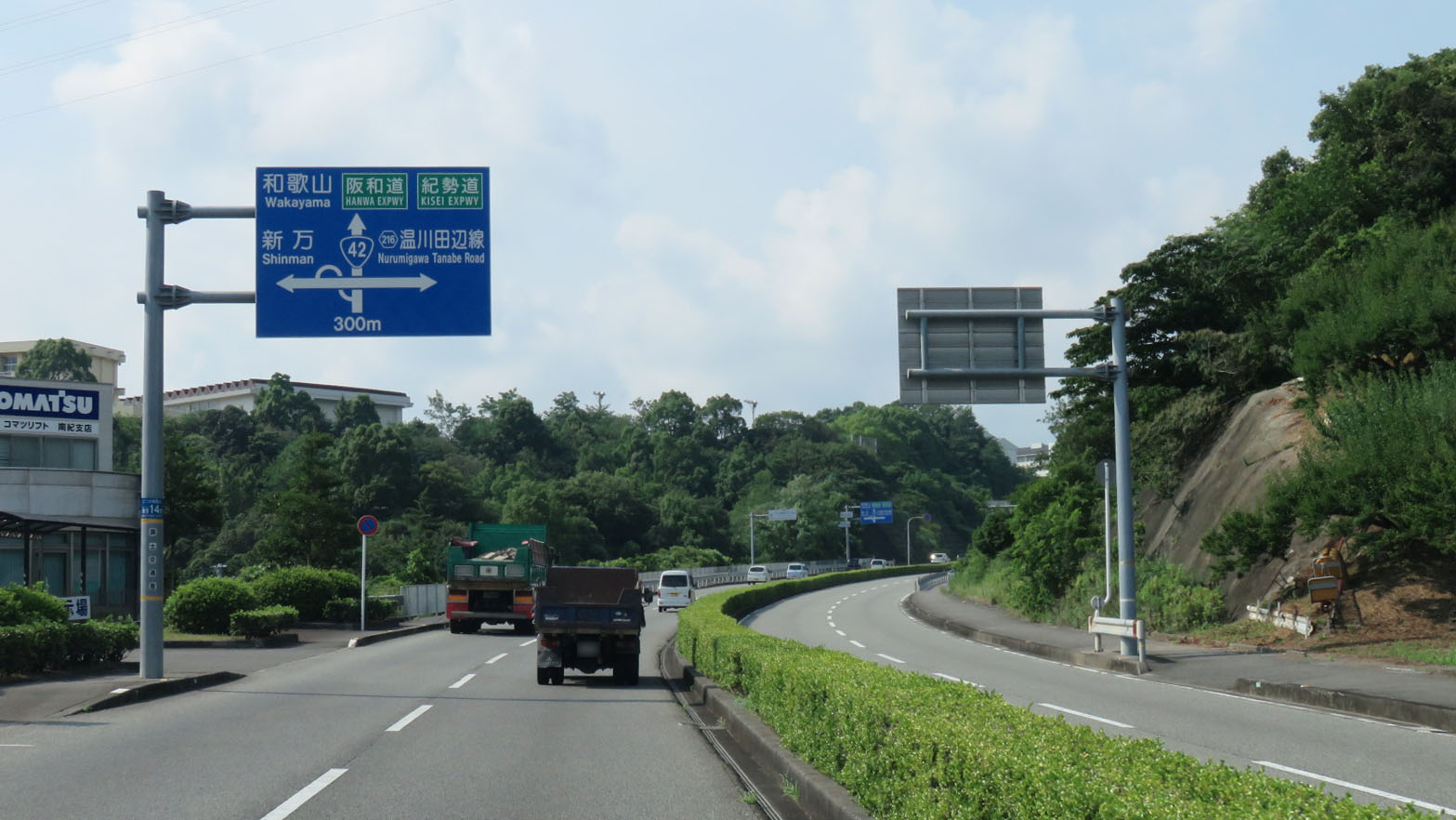
田辺バイパス
和歌山県田辺市新庄町

- 松阪多気バイパス[7]（まつさかたきバイパス）

三重県松阪市古井町から三重県多気郡多気町仁田に至る延長11.9 kmのバイパス道路。松阪市街地の環状機能と松阪市内の渋滞の解消を目的に計画された。第3種第1級、4車線、80 km/hで設計されている。1987年度（昭和62年度）から事業化され、2018年（平成30年）3月18日に全線が開通した（暫定2車線）。松阪多気バイパスの開通により旧道は2019年（平成31年）4月1日に国道166号・三重県道160号松阪多気線となった。
- 大泊バイパス[11][12]（おおどまりバイパス）

三重県熊野市大泊町にある延長1.4 kmのバイパス道路。熊野市大泊町の区間は幅員が狭く、JR紀勢線との立体交差箇所では大型自動車とのすれ違いが困難であり、国道311号との交差点では道路の線形が悪く、安全上問題があった。このため当区間の迂回路として大泊バイパスが計画された。第3種第2級、2車線、50 km/hで設計されている。
1983年度（昭和58年度）に事業化、1986年度（昭和61年度）に用地着手、1989年度（平成元年度）に工事着手され、2002年（平成14年）3月25日に供用開始された。
- 紀宝バイパス[13]（きほうバイパス）

三重県南牟婁郡紀宝町から和歌山県新宮市に至る延長4.5 kmのバイパス道路。第3種第2級、2車線、60 km/hで設計されている。
1972年度（昭和47年度）に事業化され、1979年（昭和54年）5月に和歌山県側の新熊野大橋（0.7 km）が開通、三重県側は1986年（昭和61年）3月に約0.9 km、1990年（平成2年）4月に1.2 km、1993年（平成5年）8月に0.1 kmが開通した。紀宝トンネルを含む残りの区間は、2013年（平成25年）6月16日に全線開通した。
- 日置川道路[14]（ひきがわどうろ）

和歌山県西牟婁郡白浜町（旧日置川町）から和歌山県西牟婁郡すさみ町に至るバイパス道路。
1965年度（昭和40年度）に調査を開始し、1974年度（昭和49年度）に事業化、1986年度（昭和61年度）に工事着手され、1997年（平成9年）3月に開通した。主に日置（ひき）トンネルと朝来（あさら）トンネルによって構成されている。日置川道路の開通により旧道は和歌山県道243号日置川すさみ線となった。
- 田辺バイパス（たなべバイパス）

和歌山県西牟婁郡上富田町朝来（あっそ）から和歌山県田辺市稲成町に至る延長6.9 kmのバイパス道路。

- 田辺西バイパス（たなべにしバイパス）

和歌山県田辺市にある延長3.8 kmのバイパス道路。全線が開通済み。

- 由良バイパス（ゆらバイパス）

和歌山県日高郡由良町と有田郡広川町を結ぶバイパス道路。旧道は由良町を経由しない県道176号井関御坊線である。なお、由良バイパスに並行する狭隘道路である和歌山県道177号南金屋由良線の全区間や県道23号御坊湯浅線の由良町中心部より南側の区間は明治時代の旧旧道に相当する。バイパスと呼ばれる道路の中では建設時期が比較的古い(旧道は他のバイパスとは異なりトンネルなどが完全に対向できない戦前からの道であり、由良バイパス周辺は他の区間と比べて二車線化の整備がやや遅れていた)。バイパス周辺の地形が険しいためカーブが連続しており、国道42号の大半の区間の最高速度が50 km/hなのに対して、当該区間は大半が40 km/h規制である。事故防止のために一部区間では中央分離帯が設置されている。また、休日には渋滞が特に発生しやすく、迂回路として使える主要地方道や旧道では高速道路開通前には対向不能箇所を先頭に大渋滞した時代があり、迂回路の拡幅や点線県道の車道化、農道の新設が順次行われてきたほか、由良バイパスの再改良を目指す動きもある。
- 有田バイパス（ありだバイパス）

和歌山県有田市にあるバイパス道路。1983年に供用。供用後は安諦橋を経由するルートが国道480号および和歌山県道20号有田湯浅線に移管された。
- 冷水拡幅[16]（しみずかくふく）

和歌山県海南市冷水から和歌山県海南市藤白に至る延長1.1 kmの拡幅事業。4車線から2車線に車線が減少している阪和自動車道海南ICとの合流区間の渋滞を解消するために計画された。第3種第2級、4車線、60 km/hで設計されている。冷水交差点から藤白地先間の延長0.7 kmが2022年（令和4年）3月4日に4車線化され、同時に藤白トンネルは撤去された。
2007年度（平成19年度）に事業着手、2011年度（平成23年度）に工事着手された。残りの区間の延長0.4 kmは2025年（令和7年）6月7日に開通した。
- 有田海南道路[16][20]（ありだかいなんどうろ）

和歌山県有田市野から和歌山県海南市冷水に至る延長9.4 kmのバイパス道路。有田市から海南市の区間において通勤時間帯に発生する渋滞の緩和と、事故危険区間の対策を目的として計画された。第3種第2級、2車線、60 km/hで設計されている。2008年度（平成20年度）に事業着手され、現在建設中である。このうち、有田川を渡河する有田サンブリッジの延長0.2 kmが2023年（令和5年）2月19日に、海南市下津町小南 - 冷水の延長2.9 kmが2025年（令和7年）6月7日にそれぞれ開通した。
- 海南バイパス

和歌山県海南市藤白から和歌山県海南市船尾を結ぶバイパス道路。1970年代に供用後は従来の海南駅前を経由していたルートが、県道135号和歌山海南線および国道370号に移管された。

### 重複区間

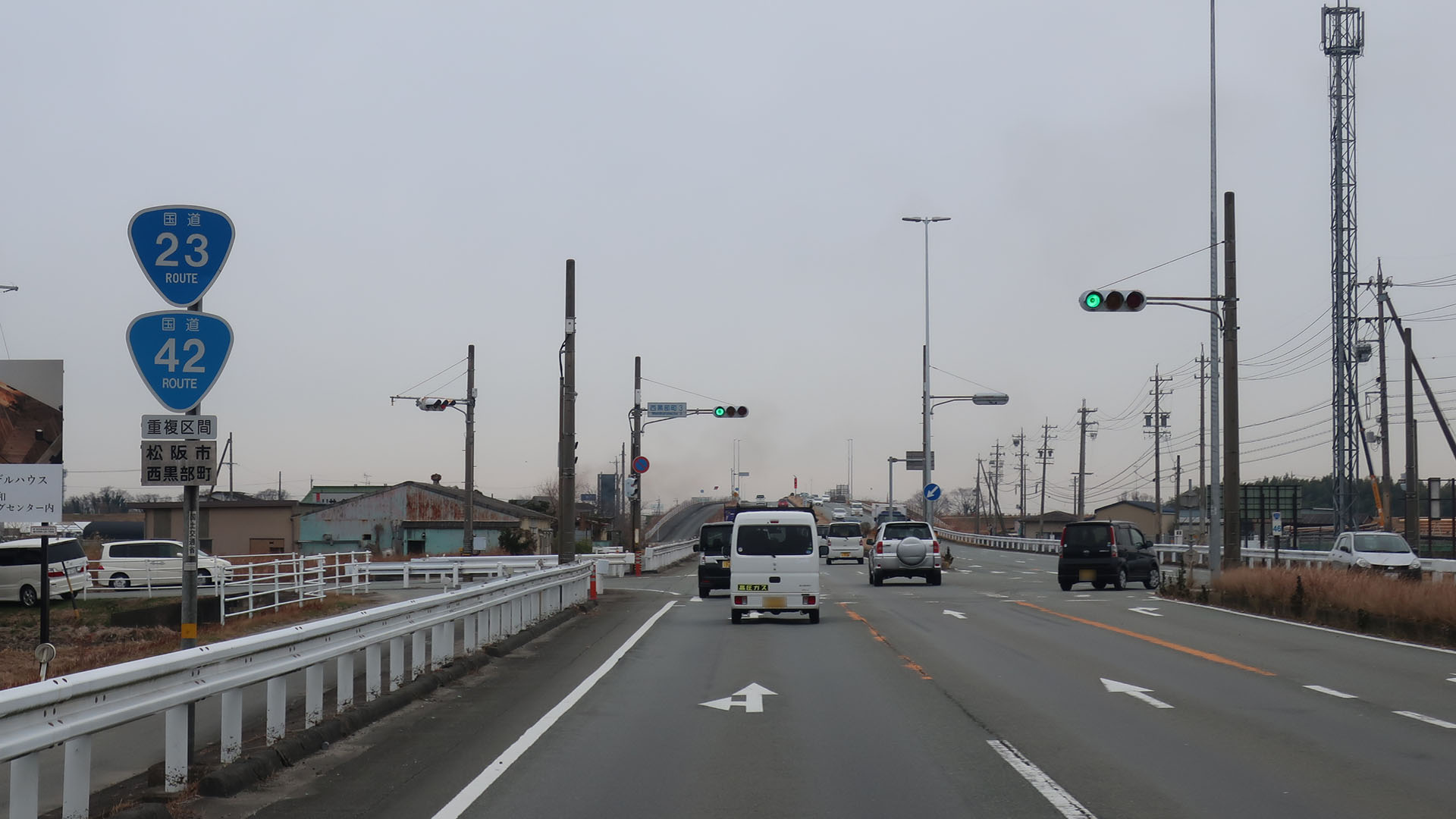
国道23号との重複
三重県松阪市西黒部町

- 国道1号（静岡県浜松市中央区篠原町・篠原交差点（起点） - 湖西市・大倉戸IC入口交差点）
- 国道259号（愛知県田原市・伊良湖港入口交差点 - 三重県鳥羽市・鳥羽水族館南交差点）
- 国道167号（三重県鳥羽市・鳥羽水族館南交差点 - 伊勢市・通町交差点）
- 国道23号（三重県伊勢市・通町交差点 - 松阪市・西黒部町1交差点）
- 国道311号（三重県熊野市大泊町・大泊海岸交差点 - 熊野市有馬町・立石南交差点）
- 国道424号（和歌山県田辺市芳養町 - 日高郡みなべ町・みなべ交差点）

### 道路施設

#### 橋梁
- 汐合大橋（五十鈴川、三重県伊勢市）
- 船木大橋（宮川、多気郡大台町 - >度会郡大紀町）
- 銚子橋（銚子川、北牟婁郡紀北町）
- 汐入橋（那智川、和歌山県東牟婁郡那智勝浦町）
- 日置大橋（日置川、西牟婁郡白浜町）
- 郵便橋（冨田川、西牟婁郡白浜町 - 同郡上富田町）
- 天田橋（日高川、御坊市）
- 有田大橋（有田川、有田市）
- 旭橋（和歌川、和歌山市）

#### トンネル
- 長島トンネル（三重県北牟婁郡紀北町）
- 矢ノ川トンネル（尾鷲市）
- 大又トンネル（尾鷲市 - 熊野市）
- 新八鬼山トンネル（尾鷲市）※熊野尾鷲道路
- 亥ヶ谷山トンネル（尾鷲市）※熊野尾鷲道路
- 逢神曽根トンネル（尾鷲市）※熊野尾鷲道路
- 新鹿トンネル（尾鷲市）※熊野尾鷲道路
- 大吹トンネル（尾鷲市 - 熊野市）※熊野尾鷲道路
- 紀宝トンネル（南牟婁郡紀宝町）※紀宝バイパス
- 佐野トンネル（和歌山県新宮市）※那智勝浦新宮道路
- 木ノ川トンネル（新宮市 - 東牟婁郡那智勝浦町）※那智勝浦新宮道路
- 川関トンネル（東牟婁郡那智勝浦町）※那智勝浦新宮道路
- 天満トンネル（東牟婁郡那智勝浦町）※那智勝浦新宮道路
- 湯川第一・第二・第三トンネル（東牟婁郡那智勝浦町）※那智勝浦新宮道路
- 二河トンネル（東牟婁郡那智勝浦町）※那智勝浦新宮道路
- 金剛院トンネル（東牟婁郡那智勝浦町）※那智勝浦新宮道路
- 市屋第一・第二トンネル（東牟婁郡那智勝浦町 >大字市屋）※那智勝浦新宮道路
- 和深トンネル（東牟婁郡串本町）
- 日置トンネル（西牟婁郡白浜町）
- 笠甫トンネル（西牟婁郡白浜町）

#### 道の駅
- 愛知県
  - あかばねロコステーション（田原市）
  - 伊良湖クリスタルポルト（田原市）
- 三重県
  - 奥伊勢おおだい（多気郡大台町）
  - 奥伊勢木つつ木館（度会郡大紀町）
  - 紀伊長島マンボウ（北牟婁郡紀北町）
  - 海山（北牟婁郡紀北町）
  - 熊野きのくに（熊野市）
  - パーク七里御浜（南牟婁郡御浜町）
  - 紀宝町ウミガメ公園（南牟婁郡紀宝町）
  - 熊野・花の窟（熊野市）
- 和歌山県
  - なち（東牟婁郡那智勝浦町）
  - たいじ（東牟婁郡太地町）
  - くしもと橋杭岩（東牟婁郡串本町）
  - イノブータンランドすさみ（西牟婁郡すさみ町）
  - すさみ（西牟婁郡すさみ町）
  - 志原海岸（西牟婁郡白浜町）
  - 椿はなの湯（西牟婁郡白浜町）
  - 海南サクアス（海南市）

### 事前通行規制区間
| 区間                                                                | 延長    | 規制内容                       |
| ------------------------------------------------------------------- | ------- | ------------------------------ |
| 三重県度会郡大紀町大内山河内 - 三重県北牟婁郡紀北町紀伊長島区東長島 | 03.9 km | 連続雨量250 mm以上の場合通行止 |
| 三重県尾鷲市大字矢ノ浜 - 三重県熊野市飛鳥町字大又                   | 12.9 km | 連続雨量300 mm以上の場合通行止 |
| 三重県熊野市飛鳥町字小坂 - 三重県熊野市大泊町字寺道                 | 05.5 km | 連続雨量300 mm以上の場合通行止 |

交通規制を参照

### 道路情報ラジオ放送区間
道路情報ラジオは三重県内の6ヶ所で放送されていたが、2022年（令和4年）1月に廃止された。
- 三重県
  - 荷坂（大紀町河内）
  - 東長島（紀北町紀伊長島区東長島）
  - 南浦（尾鷲市）
  - 大又（熊野市飛鳥町）
  - 小阪（熊野市飛鳥町）
  - 大泊（熊野市大泊町）

### ITSスポット
防災対策として2012年（平成24年）3月より運用開始。荷坂峠と矢ノ川峠前後の工事や通行止めなどの道路情報や気象情報、道の駅情報を提供している。
4基設置されており、2基が松阪方面、残りが新宮方面の情報を提供している。

## 地理

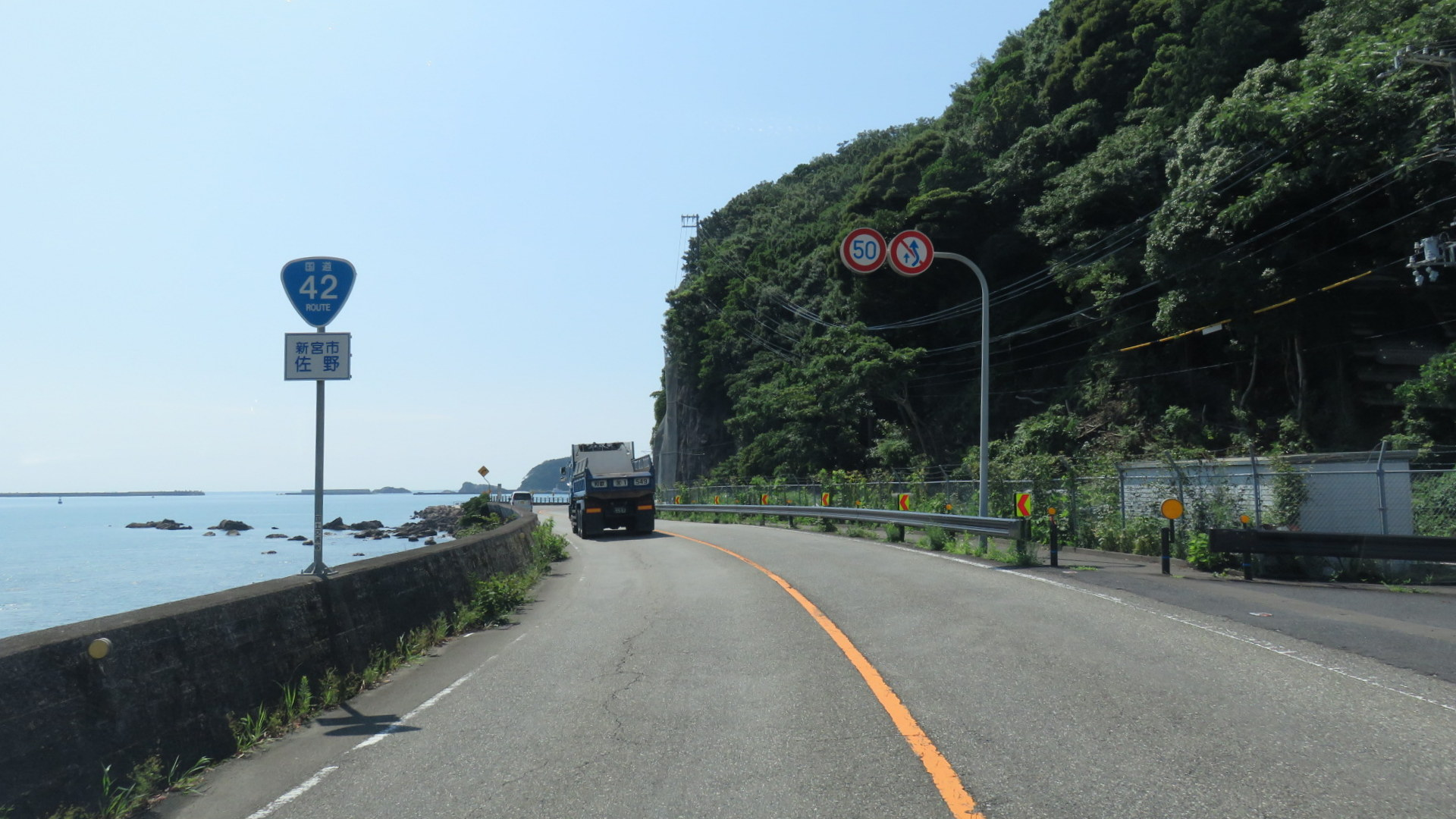
和歌山県新宮市佐野
（2017年7月）

### 通過する自治体
- 静岡県
  - 浜松市（中央区） - 湖西市
- 愛知県
  - 豊橋市 - 田原市
- 三重県
  - 鳥羽市 - 伊勢市 - 多気郡明和町 - 松阪市 - 多気郡多気町 - 多気郡大台町 - 度会郡大紀町 - 北牟婁郡紀北町 - 尾鷲市 - 熊野市 - 南牟婁郡御浜町 - 南牟婁郡紀宝町
- 和歌山県
  - 新宮市 - 東牟婁郡那智勝浦町 - 東牟婁郡太地町 - 東牟婁郡那智勝浦町 - 東牟婁郡串本町 - 西牟婁郡すさみ町 - 西牟婁郡白浜町 - 西牟婁郡上富田町 - 田辺市 - 日高郡みなべ町 - 日高郡印南町 - 御坊市 - 日高郡日高町 - 日高郡由良町 - 有田郡広川町 - 有田郡湯浅町 - 有田郡有田川町 - 有田市 - 海南市 - 和歌山市

### 交差する道路
| 交差する道路                                          | 交差する場所 | 交差する場所 | 交差する場所 | 交差する場所         | 備考                                                    |
| ----------------------------------------------------- | ------------ | ------------ | ------------ | -------------------- | ------------------------------------------------------- |
| 国道1号 重複区間起点 国道257号 国道301号              | 静岡県       | 浜松市       | 中央区       | 篠原                 | これより湖西市大倉戸IC入口まで国道1号と重複             |
| 国道1号 / 潮見バイパス 重複区間終点                   | 静岡県       | 湖西市       | 湖西市       | 長谷                 |                                                         |
| 愛知県道28号田原高松線                                | 愛知県       | 田原市       | 田原市       | 高松一色             |                                                         |
| 愛知県道2号豊橋渥美線                                 | 愛知県       | 田原市       | 田原市       | 堀切                 |                                                         |
| 国道259号                                             | 愛知県       | 田原市       | 田原市       | 伊良湖港入口         | これより三重県鳥羽市鳥羽水族館南まで国道259号と重複     |
| 海上区間(伊勢湾フェリー)                              |              |              |              |                      |                                                         |
| 国道167号                                             | 三重県       | 鳥羽市       | 鳥羽市       | 中之郷               | これより伊勢市通町ICまで国道167号と重複                 |
| 国道259号                                             | 三重県       | 鳥羽市       | 鳥羽市       | 鳥羽水族館南         |                                                         |
| 伊勢二見鳥羽ライン                                    | 三重県       | 伊勢市       | 伊勢市       | 茶屋                 |                                                         |
| 国道23号                                              | 三重県       | 伊勢市       | 伊勢市       | 通町IC               | これより松阪市西黒部町1まで国道23号と重複               |
| 三重県道60号伊勢松阪線                                | 三重県       | 明和町       | 明和町       | 行部1                |                                                         |
| 三重県道59号松阪第2環状線                             | 三重県       | 松阪市       | 松阪市       | 西黒部町2            |                                                         |
| 国道23号                                              | 三重県       | 松阪市       | 松阪市       | 西黒部町1            |                                                         |
| 三重県道60号伊勢松阪線                                | 三重県       | 松阪市       | 松阪市       | 佐久米町             | ※松阪多気バイパス区間                                   |
| 三重県道37号鳥羽松阪線                                | 三重県       | 松阪市       | 松阪市       | 朝日町南             | ※松阪多気バイパス区間                                   |
| 三重県道59号松阪第2環状線                             | 三重県       | 松阪市       | 松阪市       | 上川大黒             | ※松阪多気バイパス区間                                   |
| 三重県道59号松阪第2環状線                             | 三重県       | 松阪市       | 松阪市       | (下蛸路町)           | ※松阪多気バイパス区間                                   |
| 三重県道59号松阪第2環状線                             | 三重県       | 松阪市       | 松阪市       | 八太町北             |                                                         |
| 三重県道59号松阪第2環状線                             | 三重県       | 松阪市       | 松阪市       | 八太町               |                                                         |
| 三重県道13号伊勢多気線                                | 三重県       | 多気郡       | 多気町       | 仁田北               |                                                         |
| 伊勢自動車道・紀勢自動車道勢和多気IC                  | 三重県       | 多気郡       | 多気町       | 勢和多気IC入口       |                                                         |
| 国道368号                                             | 三重県       | 多気郡       | 多気町       | 丹生                 |                                                         |
| 三重県道46号南島大宮大台線                            | 三重県       | 多気郡       | 大台町       | 七保大橋北           |                                                         |
| 三重県道31号大台宮川線                                | 三重県       | 多気郡       | 大台町       | 大台警察前           |                                                         |
| 紀勢自動車道大宮大台IC                                | 三重県       | 多気郡       | 大台町       | 大宮大台IC入口       |                                                         |
| 三重県道38号伊勢大宮線                                | 三重県       | 度会郡       | 大紀町       | 出谷                 |                                                         |
| 三重県道33号南島紀勢線                                | 三重県       | 度会郡       | 大紀町       | 沼ヶ野               |                                                         |
| 三重県道68号紀勢インター線 紀勢自動車道紀勢大内山IC   | 三重県       | 度会郡       | 大紀町       | 崎                   | ※紀勢大内山ICとは三重県道68号紀勢インター線を介して接続 |
| 国道260号                                             | 三重県       | 北牟婁郡     | 紀北町       | 片上南               |                                                         |
| 国道422号                                             | 三重県       | 北牟婁郡     | 紀北町       | 東長島北             |                                                         |
| 国道422号(バイパス)                                   | 三重県       | 北牟婁郡     | 紀北町       | 東長島南             |                                                         |
| 紀勢自動車道海山IC                                    | 三重県       | 北牟婁郡     | 紀北町       | 海山IC入口           |                                                         |
| 国道425号                                             | 三重県       | 尾鷲市       | 尾鷲市       | 坂場                 |                                                         |
| 国道311号                                             | 三重県       | 尾鷲市       | 尾鷲市       | 新矢ノ川橋西         |                                                         |
| 三重県道70号賀田港中山線                              | 三重県       | 尾鷲市       | 尾鷲市       | 賀田口               |                                                         |
| 三重県道70号賀田港中山線                              | 三重県       | 尾鷲市       | 尾鷲市       | (賀田町)             | ※熊野尾鷲道路区間                                       |
| 国道309号                                             | 三重県       | 熊野市       | 熊野市       | 小阪                 |                                                         |
| 国道311号                                             | 三重県       | 熊野市       | 熊野市       | 大泊海岸             | これより熊野市立石南まで国道311号と重複                 |
| 三重県道34号七色峡線                                  | 三重県       | 熊野市       | 熊野市       | 井戸町               |                                                         |
| 国道311号                                             | 三重県       | 熊野市       | 熊野市       | 立石南               |                                                         |
| 三重県道・和歌山県道52号御浜北山線                    | 三重県       | 南牟婁郡     | 御浜町       | 神志山               |                                                         |
| 三重県道62号御浜紀和線                                | 三重県       | 南牟婁郡     | 御浜町       | 阿田和               |                                                         |
| 三重県道35号紀宝川瀬線                                | 三重県       | 南牟婁郡     | 紀宝町       | 成川インター         | ※紀宝バイパス区間                                       |
| 和歌山県道42号新宮停車場線                            | 和歌山県     | 新宮市       | 新宮市       | 速玉大社前           |                                                         |
| 国道168号                                             | 和歌山県     | 新宮市       | 新宮市       | 橋本                 |                                                         |
| 和歌山県道43号那智勝浦古座川線                        | 和歌山県     | 東牟婁郡     | 那智勝浦町   | 那智駅前             |                                                         |
| 和歌山県道46号那智山勝浦線(バイパス)                  | 和歌山県     | 東牟婁郡     | 那智勝浦町   | 那智勝浦インター入口 | ※那智勝浦新宮道路区間                                   |
| 和歌山県道46号那智山勝浦線                            | 和歌山県     | 東牟婁郡     | 那智勝浦町   | 勝浦臨海             |                                                         |
| 和歌山県道46号那智山勝浦線                            | 和歌山県     | 東牟婁郡     | 那智勝浦町   | 汐入橋               |                                                         |
| 和歌山県道45号那智勝浦本宮線                          | 和歌山県     | 東牟婁郡     | 那智勝浦町   | 八尺鏡野             |                                                         |
| 和歌山県道38号すさみ古座線                            | 和歌山県     | 東牟婁郡     | 串本町       | 西向                 |                                                         |
| 和歌山県道41号潮岬周遊線                              | 和歌山県     | 東牟婁郡     | 串本町       | 潮岬東入口           |                                                         |
| 和歌山県道41号潮岬周遊線                              | 和歌山県     | 東牟婁郡     | 串本町       | 潮岬西入口           |                                                         |
| 国道371号                                             | 和歌山県     | 東牟婁郡     | 串本町       | 高富                 |                                                         |
| 和歌山県道39号串本古座川線                            | 和歌山県     | 東牟婁郡     | 串本町       | 和深                 |                                                         |
| 和歌山県道36号上富田すさみ線                          | 和歌山県     | 西牟婁郡     | すさみ町     | 道の駅すさみ前       |                                                         |
| 和歌山県道38号すさみ古座線                            | 和歌山県     | 西牟婁郡     | すさみ町     | 平松                 |                                                         |
| 和歌山県道37号日置川大塔線                            | 和歌山県     | 西牟婁郡     | 白浜町       | 日置大橋             |                                                         |
| 和歌山県道34号白浜温泉線                              | 和歌山県     | 西牟婁郡     | 白浜町       | 富田橋               |                                                         |
| 和歌山県道31号田辺白浜線                              | 和歌山県     | 西牟婁郡     | 上富田町     | 郵便橋               |                                                         |
| 国道311号                                             | 和歌山県     | 西牟婁郡     | 上富田町     | 岩崎                 |                                                         |
| 和歌山県道33号南紀白浜空港線 和歌山県道31号田辺白浜線 | 和歌山県     | 田辺市       | 田辺市       | 田鶴                 |                                                         |
| 和歌山県道29号田辺龍神線                              | 和歌山県     | 田辺市       | 田辺市       | 秋津町               |                                                         |
| 和歌山県道208号秋津川田辺線                           | 和歌山県     | 田辺市       | 田辺市       | 稲成ランプ           |                                                         |
| 阪和自動車道南紀田辺IC                                | 和歌山県     | 田辺市       | 田辺市       |                      |                                                         |
| 国道424号                                             | 和歌山県     | 田辺市       | 田辺市       | 芳養町               | これよりみなべ町みなべまで国道424号と重複               |
| 国道424号                                             | 和歌山県     | 日高郡       | みなべ町     | みなべ               |                                                         |
| 和歌山県道28号印南原印南線                            | 和歌山県     | 日高郡       | 印南町       | 印南港               |                                                         |
| 国道425号                                             | 和歌山県     | 御坊市       | 御坊市       | 塩屋                 |                                                         |
| 和歌山県道25号御坊中津線                              | 和歌山県     | 御坊市       | 御坊市       | 湊                   |                                                         |
| 和歌山県道26号御坊美山線                              | 和歌山県     | 御坊市       | 御坊市       | 財部                 |                                                         |
| 和歌山県道24号御坊由良線                              | 和歌山県     | 御坊市       | 御坊市       | 小松原               |                                                         |
| 和歌山県道27号日高印南線                              | 和歌山県     | 日高郡       | 日高町       | (萩原)               |                                                         |
| 和歌山県道23号御坊湯浅線                              | 和歌山県     | 日高郡       | 日高町       | 萩原                 |                                                         |
| 和歌山県道23号御坊湯浅線                              | 和歌山県     | 日高郡       | 由良町       | 入路                 |                                                         |
| 和歌山県道23号御坊湯浅線                              | 和歌山県     | 日高郡       | 由良町       | 門前                 |                                                         |
| 和歌山県道27号日高印南線                              | 和歌山県     | 有田郡       | 広川町       | 井関                 |                                                         |
| 湯浅御坊道路広川IC                                    | 和歌山県     | 有田郡       | 広川町       | 広川IC入口           |                                                         |
| 和歌山県道23号御坊湯浅線                              | 和歌山県     | 有田郡       | 湯浅町       | 湯浅                 |                                                         |
| 阪和自動車道有田IC                                    | 和歌山県     | 有田郡       | 有田川町     | (水尻)               |                                                         |
| 和歌山県道22号吉備金屋線                              | 和歌山県     | 有田郡       | 有田川町     | 明王寺               |                                                         |
| 和歌山県道20号有田湯浅線                              | 和歌山県     | 有田市       | 有田市       | 野                   |                                                         |
| 和歌山県道20号有田湯浅線                              | 和歌山県     | 有田市       | 有田市       | 古江見               |                                                         |
| 国道480号                                             | 和歌山県     | 有田市       | 有田市       | 有田大橋北           |                                                         |
| 阪和自動車道海南IC                                    | 和歌山県     | 海南市       | 海南市       | (藤白)               |                                                         |
| 国道370号                                             | 和歌山県     | 海南市       | 海南市       | 船尾東               |                                                         |
| 和歌山県道9号岩出海南線                               | 和歌山県     | 海南市       | 海南市       | (船尾)               |                                                         |
| 和歌山県道13号和歌山橋本線                            | 和歌山県     | 和歌山市     | 和歌山市     | 堀止                 |                                                         |
| 国道26号 国道24号                                     | 和歌山県     | 和歌山市     | 和歌山市     | 県庁前               |                                                         |

※ 交差する場所の括弧書きは地名、それ以外は交差点名で表示

### 主な峠
- 荷坂峠（標高234 m）：三重県度会郡大紀町 - 三重県北牟婁郡紀北町
- 矢ノ川峠（標高313 m）：三重県尾鷲市
- 佐田坂：三重県熊野市

集中豪雨などの災害が発生した場合、よく通行止めになる。これにより名古屋方面からの大紀町以南への道は寸断される事が多い。

## ギャラリー

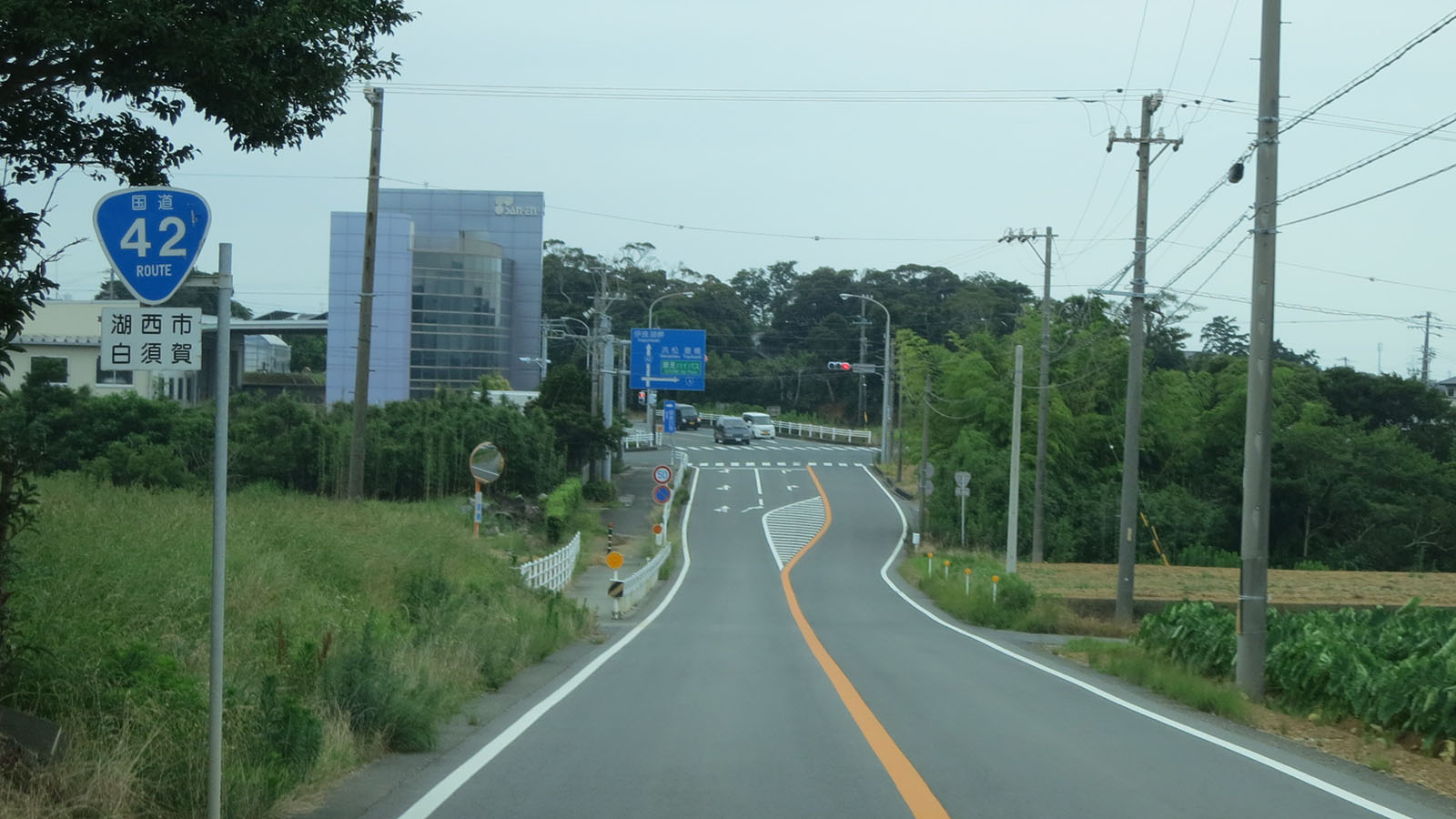
静岡県湖西市白須賀
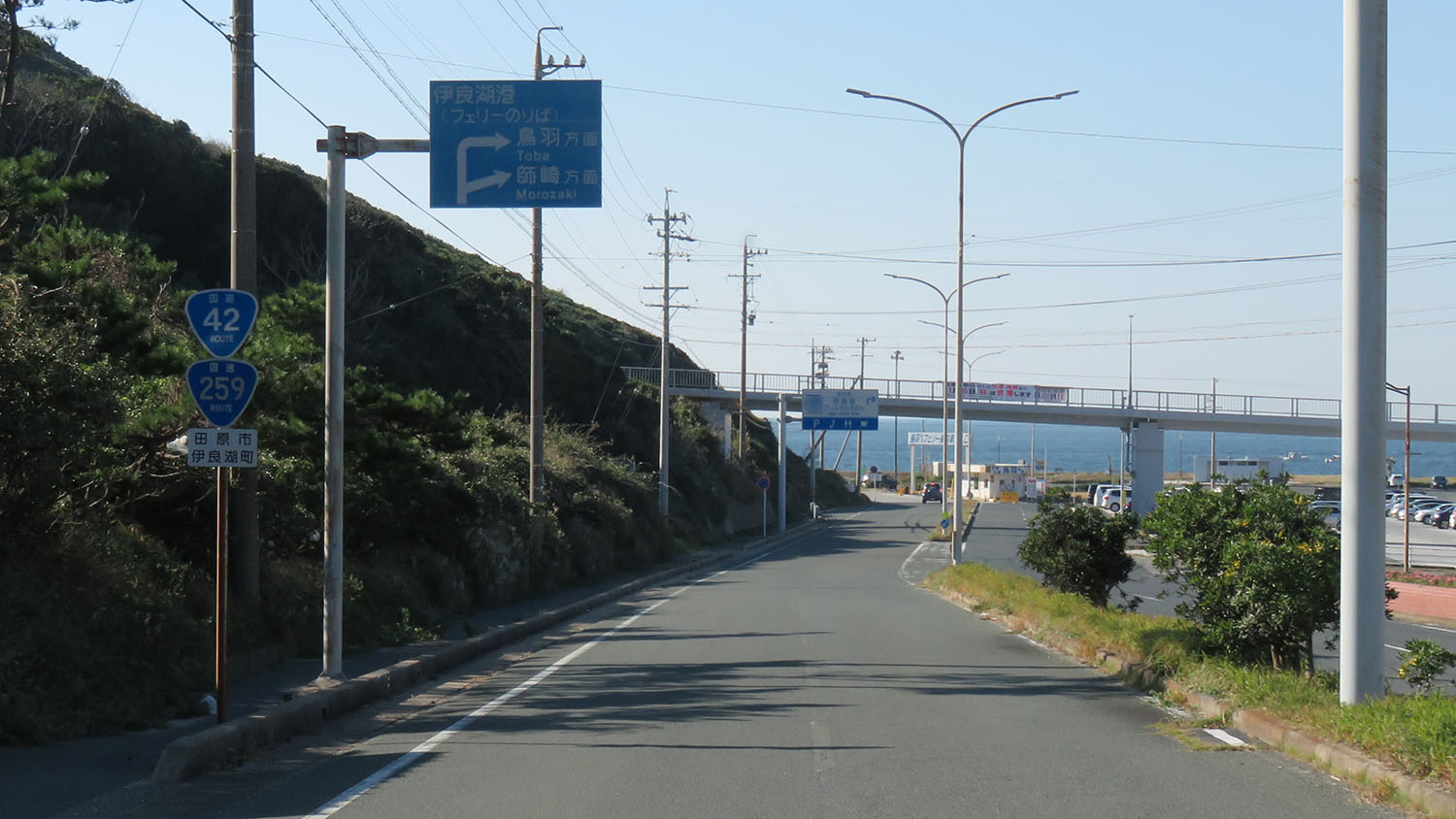
国道259号との重複 愛知県田原市伊良湖町古山
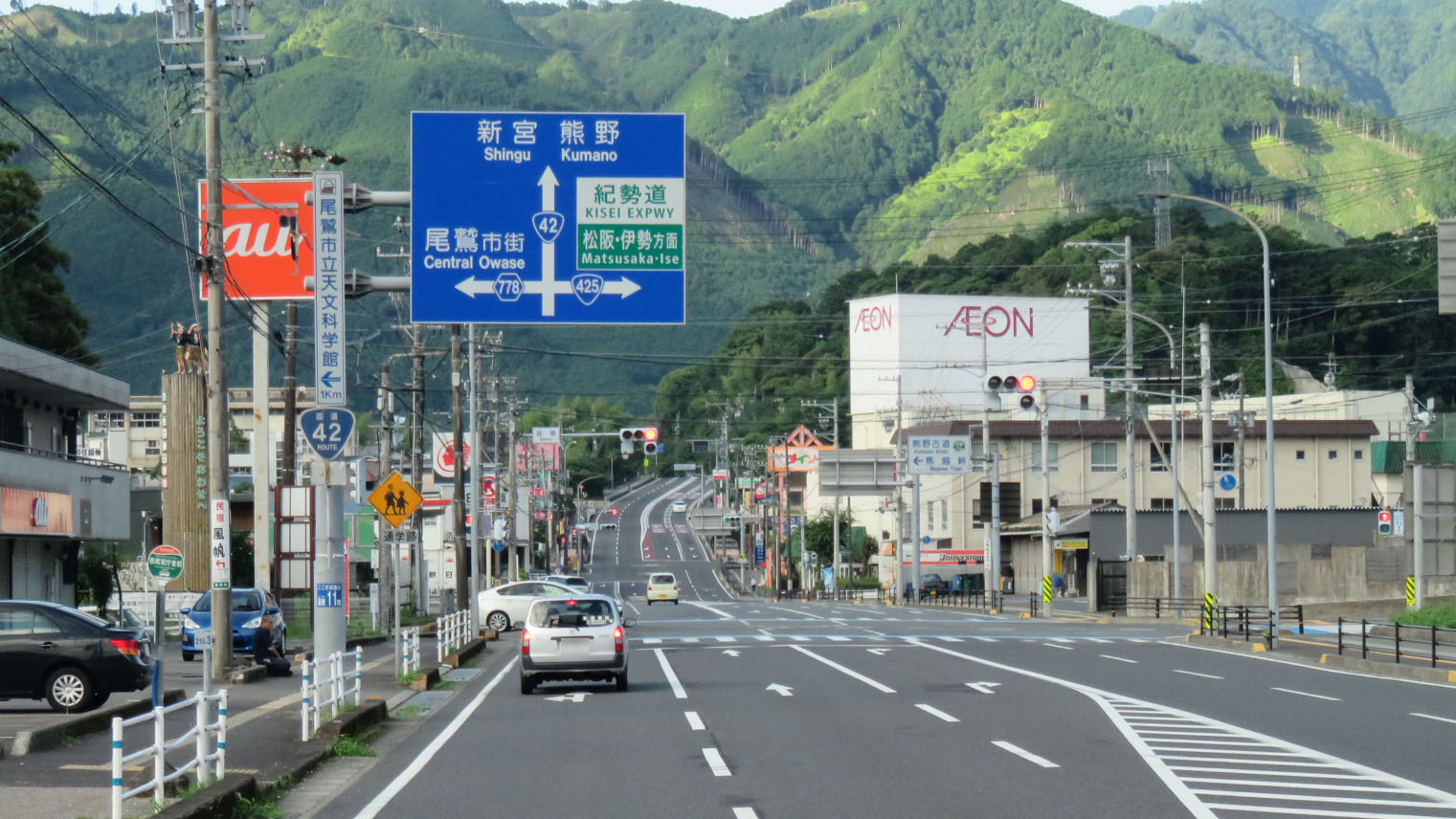
国道425号との分岐 三重県尾鷲市坂場町
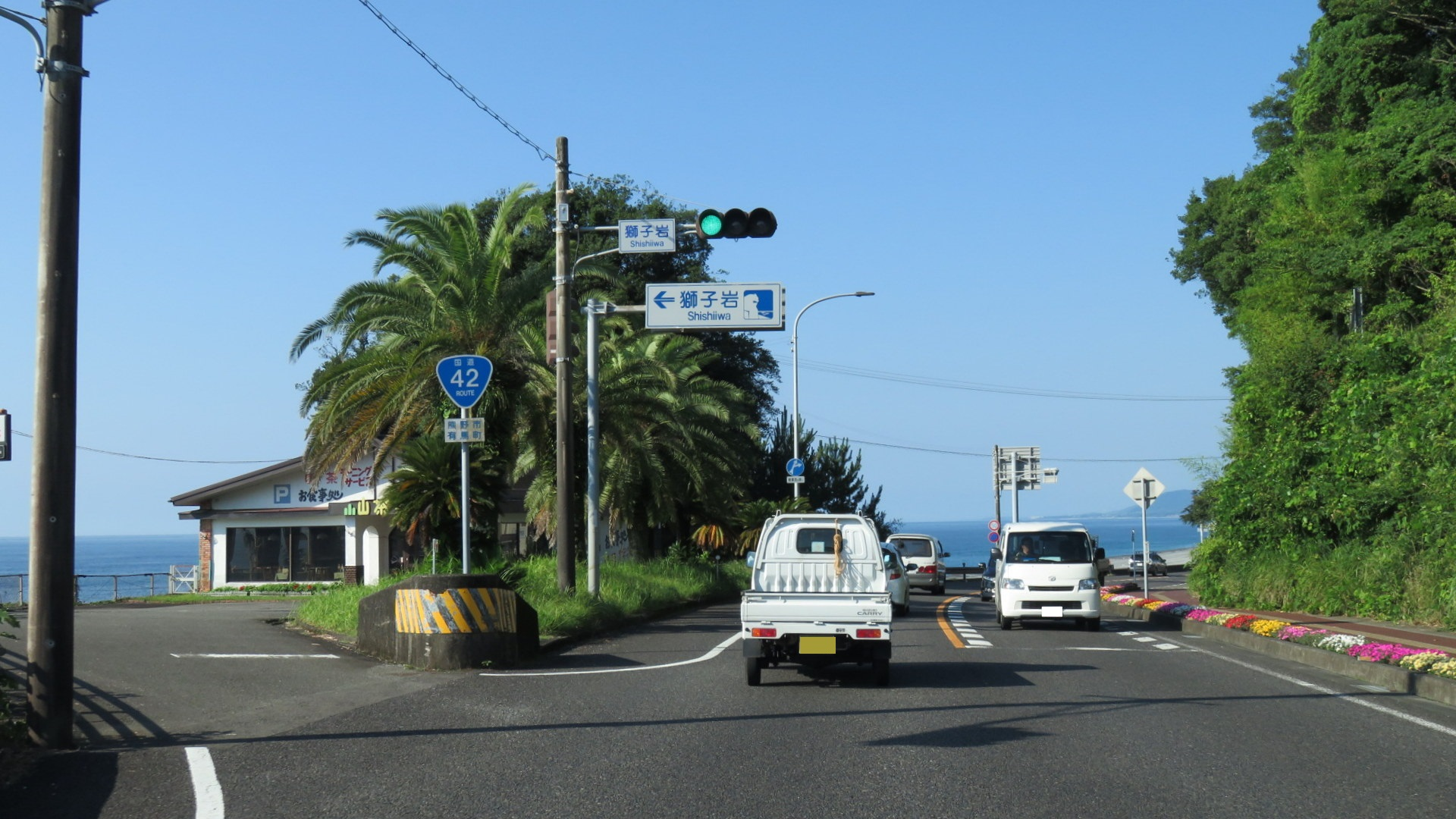
三重県熊野市井戸町
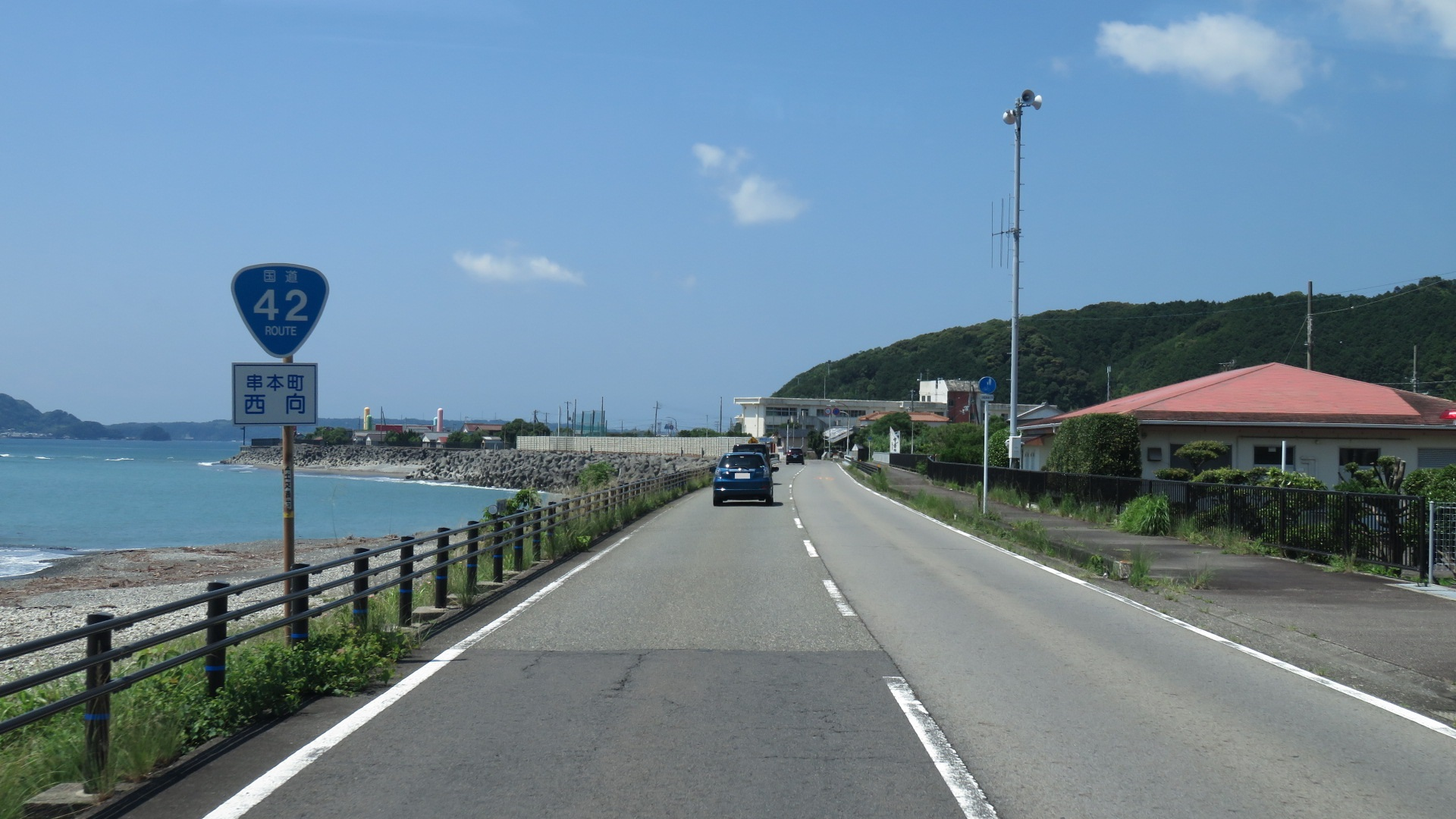
和歌山県東牟婁郡串本町
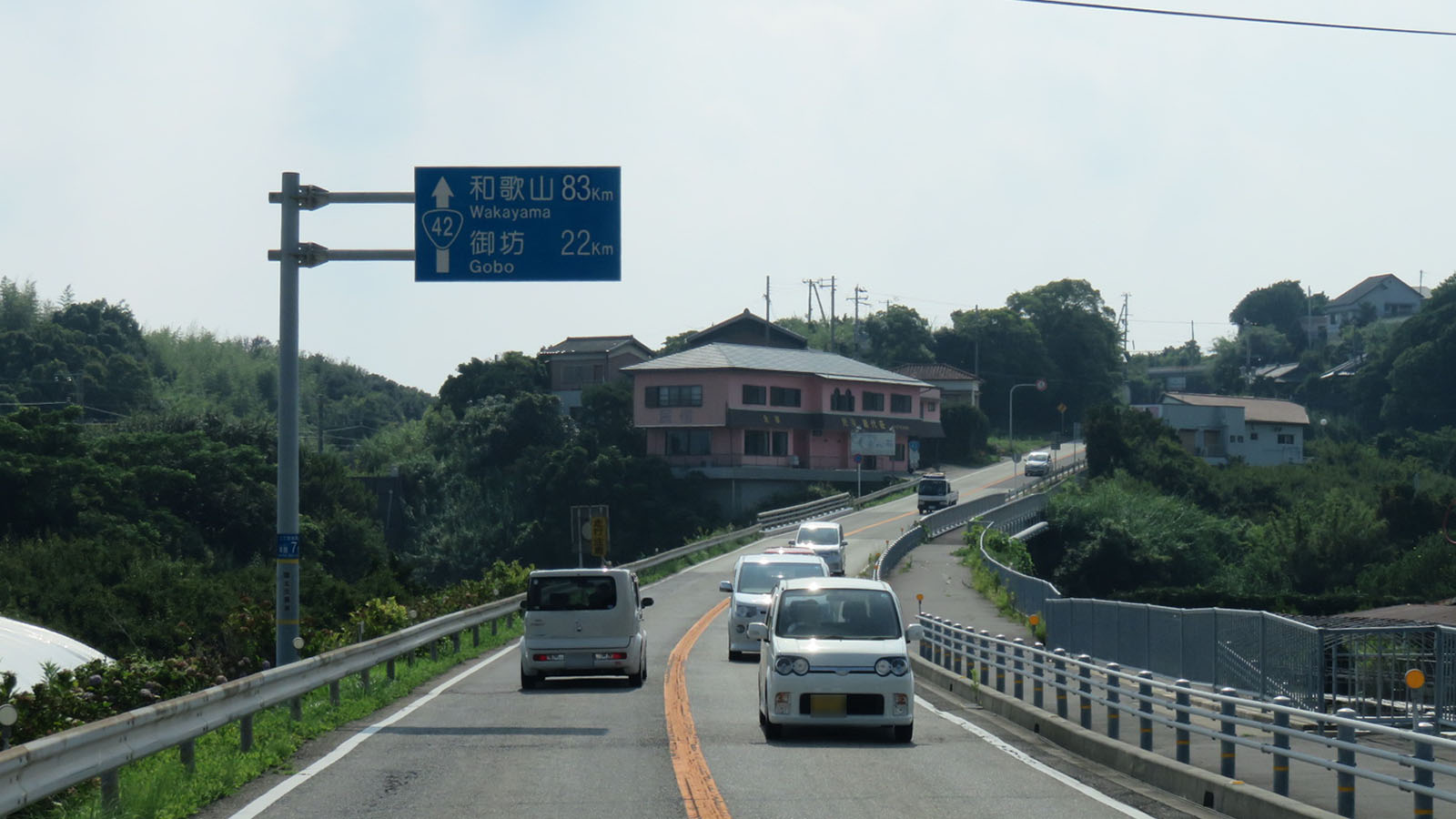
和歌山県日高郡みなべ町西岩代
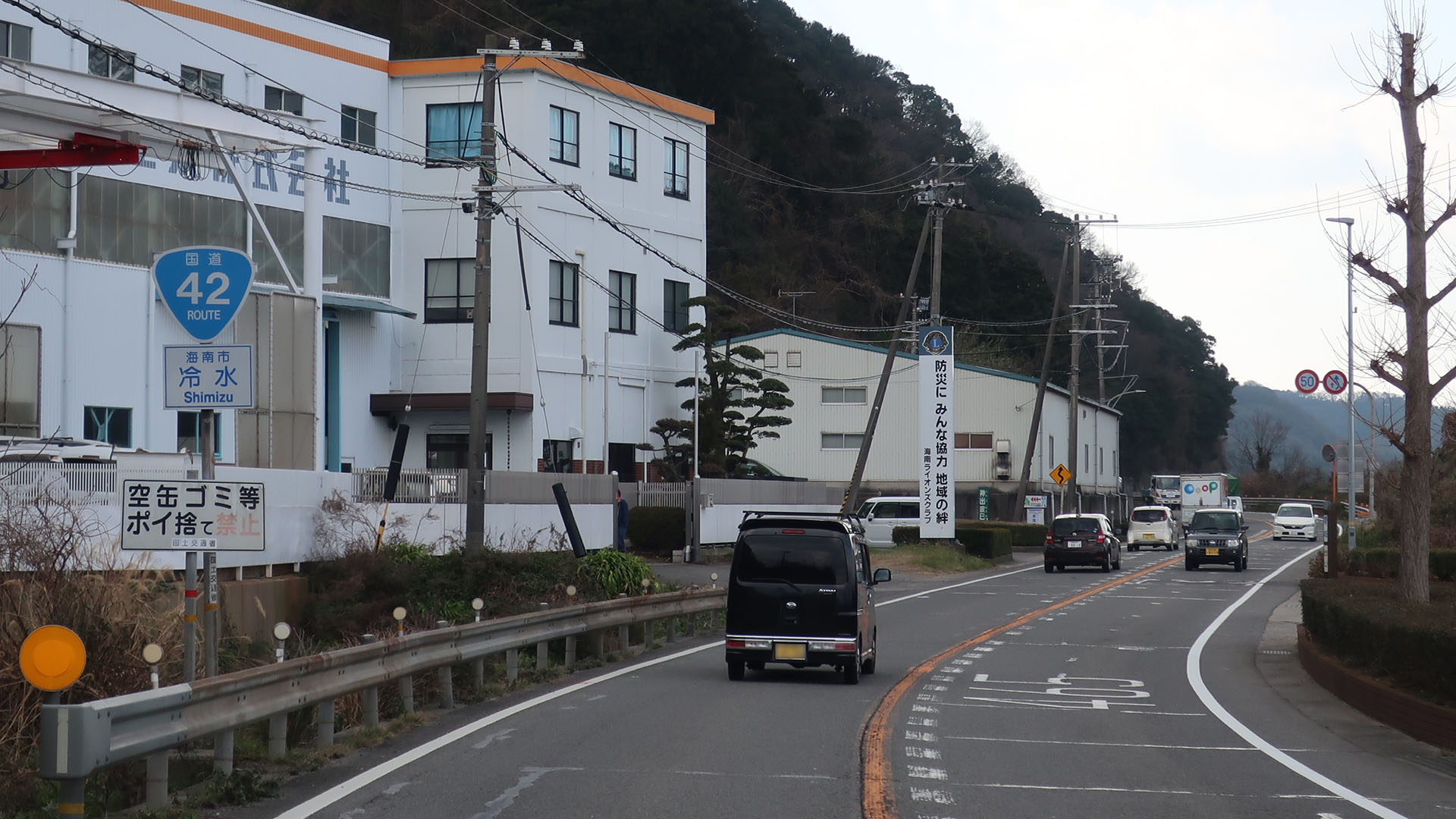
和歌山県海南市冷水
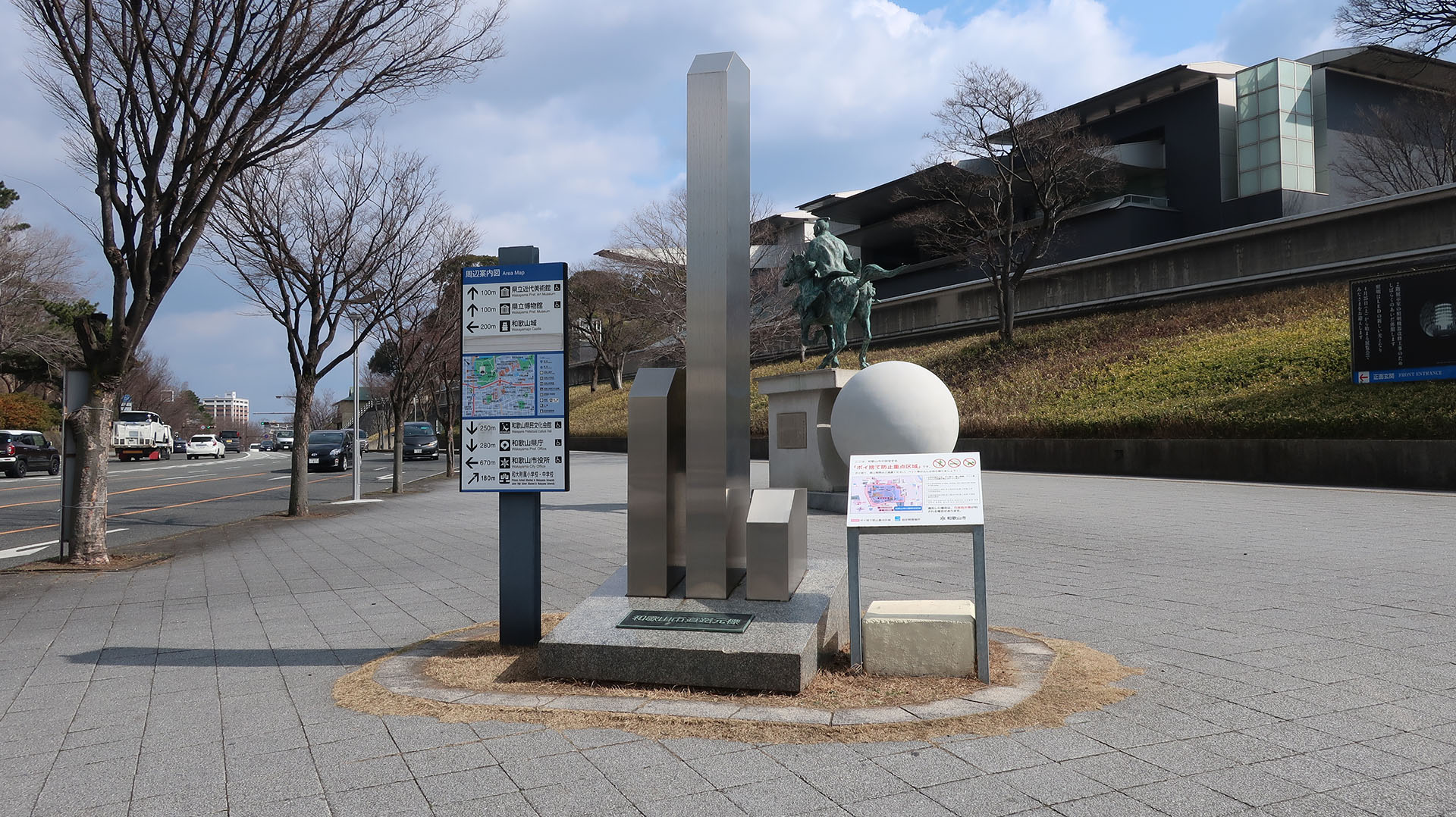
終点の県庁前交差点にある 和歌山市道路元標

## 国道42号を舞台とする作品
- ROUTE42 ： 2013年公開の映画。